# Giuseppe Cederle
Giuseppe Cederle (Montebello Vicentino, 16 agosto 1918 – Mignano Monte Lungo, 8 dicembre 1943) è stato un militare italiano.

## Biografia
Studente all'Università Cattolica di Milano, nel corso di Lettere e Filosofia, viene arruolato nel 1941 con destinazione 61º Reggimento Fanteria motorizzata, a Nocera Inferiore. Dopo l'8 settembre, si arruola volontario nel 67º Reggimento fanteria "Legnano" e inquadrato nel 1º Raggruppamento Motorizzato al Comando del gen. Vincenzo Dapino.
L'8 dicembre 1943 muore alla guida del suo reparto durante la prima battaglia di Montelungo nei pressi di Caserta. 
Enzo Santarelli nel suo libro Mezzogiorno 1943-1944, lo ricorda come un giovane al quale gli altri commilitoni facevano riferimento per prendere decisioni di vitale importanza e riporta una sua frase che rende perfettamente lo spirito che guidava molti dei giovani in quei momenti: 
Nel suo libro Il cavallo rosso, Eugenio Corti, si ispira a Giuseppe Cederle per rappresentare "Manno" uno dei personaggi più amati dall'autore
Il 25 aprile 2009, a Mignano Monte Lungo, il presidente della repubblica Giorgio Napolitano lo ricorda come il primo decorato di medaglia d'oro al valor militare del nuovo ricostruito esercito italiano, assieme a Luigi Pezzoli.

## Onorificenze

### Riconoscimenti
Il comune di Mignano Monte Lungo gli ha dedicato la scuola media. Il suo paese natale, Montebello Vicentino in provincia di Vicenza, oltre ad avergli dedicato la scuola elementare, assieme a Vicenza e Roma gli ha dedicato una via.